# Le Molay-Littry

Le Molay-Littry este o comună în departamentul Calvados, Franța. În 1 ianuarie 2022 avea o populație de 3.092 de locuitori.